# Ali Parvin
Ali Parvin   (Teheran, 12 d'octubre de 1946) és un ex futbolista iranià de la década de 1970 i entrenador de futbol.
Fou internacional amb la selecció de futbol de l'Iran, amb la qual participà a la Copa del Món de futbol de 1978. Pel que fa a clubs destacà a Paykan i Persepolis.

## Referències

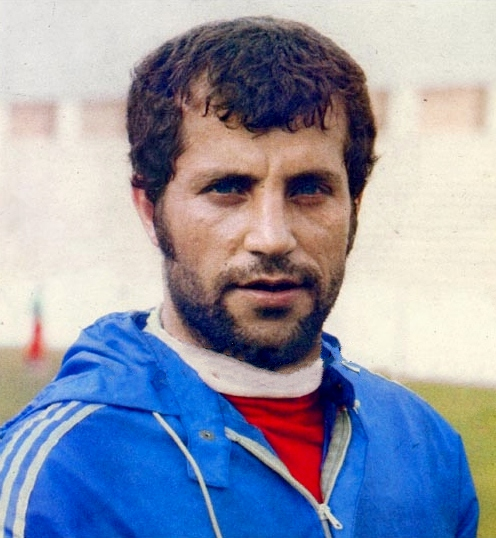
Parvin als anys 1970s.

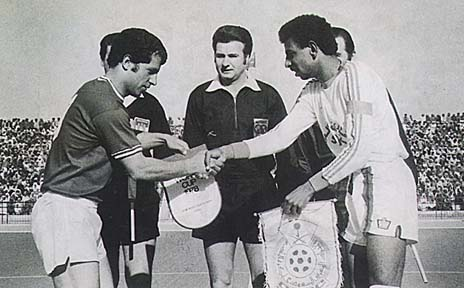
Parvin amb la selecció enfront Aràbia.